# Les Leçons du pouvoir
Les Leçons du pouvoir est un livre de François Hollande publié le 11 avril 2018 aux éditions Stock.  

## Contenu
Le livre est un mémoire politique. François Hollande raconte sa présidence de 2012 à 2017 à travers les événements qui ont marqué son mandat, tant au niveau de la politique intérieure et étrangère, mais également au niveau personnel.  
La narration est organisée sous forme d'une « liste de  leçons » (présider, décider, voyager, faire face, etc.). 
Il étudie également sa relation avec son ancien ministre et successeur Emmanuel Macron.  

## Ventes
Le livre connait un succès de librairie avec près de 100 000 exemplaires vendus trois semaines après sa sortie soit alors la quatrième meilleure vente de livres en France. En mars 2019, le livre s'était écoulé à 150 000 exemplaires.
Ces ventes confirment un phénomène d'édition : les succès des mémoires des anciens présidents de la République. Ainsi Chaque pas doit être un but (2009), le premier tome des mémoires de Jacques Chirac s'était vendu à 350 000 exemplaires et La France pour la vie (2016) de Nicolas Sarkozy à près de 200 000 exemplaires.
Une édition de poche est publiée en avril 2019. Elle est augmentée d'un addendum sur l'état actuel du monde et la montée des populisme et de trois nouveaux chapitres, dont un sur les rencontres de François Hollande avec les Français lors des nombreuses séances de dédicaces de son ouvrage. En effet l'ancien président a sillonné la France pour de très multiples séances de dédicaces dans des librairies, profitant de la présence de caméras ou de journalistes pour distiller des commentaires sur son successeur et un éventuel retour en politique. 

## Polémiques

### Sur le rôle de Laurent Joffrin
Un mois après la sortie du livre, le magazine Challenges rapporte que des « éditeurs concurrents », jaloux du succès de l'ouvrage, ont fait fuiter certaines informations et que Les Leçons du pouvoir aurait été écrit de A à Z par le journaliste Laurent Joffrin. Ce dernier confirme avoir envoyé par erreur un mail au secrétariat d'Emmanuel Macron, nouveau président de la République, se trompant de destinataire. D'après lui, ce mail contenait l'introduction du livre qu'il avait remaniée. Mais il nie avoir des droits sur le livre comme l'affirme Challenges : « Je n'ai pas de droits d'auteur sur ce livre. J'ai fait ça pendant une semaine seulement. Il n'y a aucun contrat, rien du tout ». Au départ, le livre devait se composer d'entretiens entre Hollande et Joffrin, et Les Leçons du pouvoir comporte d'ailleurs dans sa section « remerciements » cette mention de François Hollande : « J'ai également une pensée reconnaissante à l'égard de Laurent Joffrin pour son questionnement initial »,.

### Sur l’aide supposée au lanceur d’alerte Antoine Deltour
Dans son édition du 30 mai 2018, l’hebdomadaire Le Canard enchaîné rapporte la restitution erronée faite dans le livre (pages 246-247) concernant le rôle prétendument joué par François Hollande dans l’aide apportée à Antoine Deltour, lanceur d’alerte à l’origine des révélations LuxLeaks. Les révélations LuxLeaks de l’ICIJ faites en novembre 2014 sur les pratiques d’optimisation fiscale agressive du Luxembourg ont valu à Antoine Deltour des démêlés judiciaires au Luxembourg de décembre 2014 jusqu’à son acquittement définitif en mai 2018.
Dans Les leçons du pouvoir, François Hollande affirme qu’il a directement aidé à la reconversion professionnelle d’Antoine Deltour. Ce dernier travaille en effet à l’INSEE Lorraine, service de l’État dépendant du ministère de l’économie. Or, Antoine Deltour n’a pas pu être aidé pour obtenir son poste, puisqu’il l’occupe depuis 2012, à la suite de son succès à un concours administratif passé en 2011. La reconversion professionnelle d’Antoine Deltour est antérieure à l’élection de François Hollande à la présidence de la République en mai 2012 et aux responsabilités ministérielles plus tardives de Michel Sapin.
En réponse aux incohérences soulevées, François Hollande indique simplement, selon Le Canard enchaîné : « C’est Sapin qui m’a confirmé ces éléments ».
Les propos concernant ce prétendu soutien à la reconversion d’Antoine Deltour sont néanmoins repris sans modifications (page 256) dans l’édition « enrichie » publiée en Livre de poche en avril 2019.